# Droits LGBT en Croatie
Les personnes lesbiennes, gaies, bisexuelles et transgenres (LGBT) en Croatie font face à un ensemble de difficultés et de discriminations que ne vivent pas les personnes non-LGBT.

## Histoire LGBT en Croatie

### XIXeetXXesiècles
Le code pénal établi le 27 mai 1852 dans le Royaume de Croatie des Habsbourgs (le premier code moderne en croate) ne mentionne pas l'homosexualité comme un crime. Un projet ultérieur du nouveau code pénal de 1879 pour le Royaume de Croatie-Slavonie proposait que les actes homosexuels masculins soient punis d'une peine pouvant aller jusqu'à cinq ans de prison, mais ce projet n'a jamais été officiellement adopté.
Pendant la Seconde Guerre mondiale, les personnes homosexuelles ont été poursuivies sous divers régimes fascistes. Les Partisans yougoslaves communistes ont prononcé plusieurs condamnations à mort pendant la guerre contre des partisans dont l'homosexualité avait été révélée.

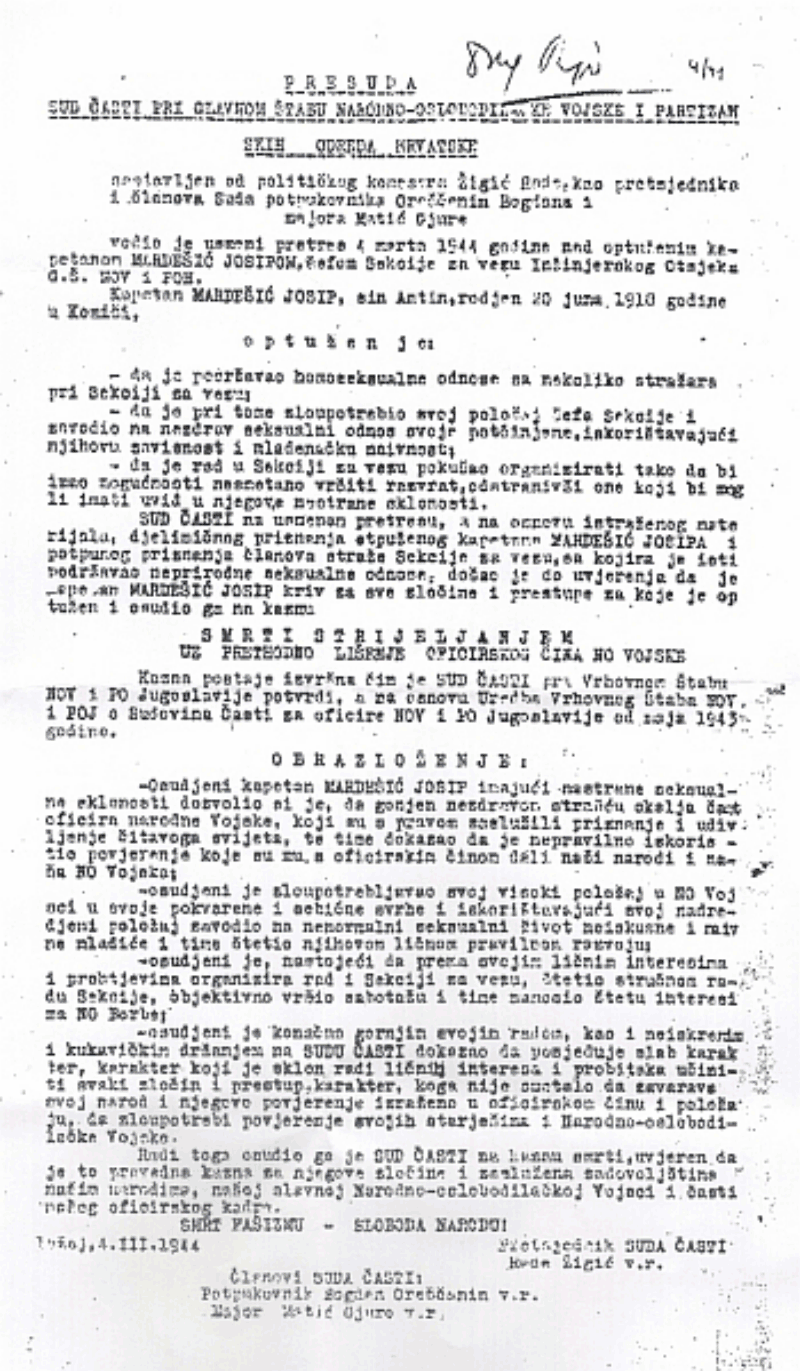
Partisan court martial verdict from 1944: Partisan captain Josip Mardešić found guilty and sentenced to death because of his homosexuality

## Législations et droits
L'homosexualité est dépénalisée depuis 1977.

### Reconnaissance des couples de même sexe
En 2003, les couples homosexuels qui partagent le même domicile depuis au moins trois ans obtiennent en cas de décès la même protection que celle des hétérosexuels dans le même cas.
En 2013, l'interdiction du mariage homosexuel est introduite dans la Constitution croate.
En 2014, un partenariat de vie est créé, ouvert aux couples homosexuels,.
En décembre 2019, le Tribunal constitutionnel de Zagreb reconnaît à un couple d'hommes le droit de devenir famille d'accueil. La décision est confirmée par la justice début février 2020,. Vers la fin du même mois, les habitants de la ville d'Imotski brûlent une effigie d'un couple d'hommes et d'un enfant en protestation de cette décision,.

## Protections contre les discriminations
Les discriminations sont interdites par le code pénal depuis 2009. Dans les faits, les personnes LGBT continuent d'être menacées de violence, comme par exemple lors de la marche des fiertés de Split de 2011. L'opposition aux droits des personnes LGBT est encore présente mais des améliorations sont apparues.

## Droit de changer de genre
Les personnes peuvent changer légalement de genre depuis 2013,.

## Tableau récapitulatif
| Dépénalisation de l’homosexualité                                                   | Depuis 1977                                  |
| Majorité sexuelle identique à celle des hétérosexuels                               | Depuis 1998                                  |
| Interdiction de la discrimination liée à l'orientation sexuelle à l'embauche        | Depuis 2003                                  |
| Interdiction de la discrimination liée à l'identité de genre dans tous les domaines | Oui                                          |
| Mariage civil                                                                       | interdit par la Constitution depuis 2013     |
| Reconnaissance des couples homosexuels                                              | depuis 2003 ; partenariat de vie depuis 2014 |
| Adoption conjointe dans les couples de personnes de même sexe                       | Non                                          |
| Adoption conjointe par les couples de personnes de même sexe                        | Oui                                          |
| Adoption par une personne homosexuelle célibataire                                  | Oui                                          |
| Droit pour les gays de servir dans l’armée                                          | Oui                                          |
| Droit de changer légalement de genre                                                | depuis 1995                                  |
| Interdiction de thérapies de conversion pour les mineurs                            | Non                                          |
| Gestation pour autrui pour les gays                                                 | Non                                          |
| Accès aux FIV pour les lesbiennes                                                   | Oui                                          |
| Autorisation du don de sang pour les HSH                                            | Non                                          |